# Long Beach (New York)
Long Beach is een plaats (city) in de Amerikaanse staat New York, en valt bestuurlijk gezien onder Nassau County.

## Demografie
Bij de volkstelling in 2000 werd het aantal inwoners vastgesteld op 35.462.
In 2010 is het aantal inwoners door het United States Census Bureau geschat op 33.275

## Geografie
Volgens het United States Census Bureau beslaat de plaats een oppervlakte van
10,0 km², waarvan 5,5 km² land en 4,5 km² water.

## Plaatsen in de nabije omgeving
De onderstaande figuur toont nabijgelegen plaatsen in een straal van 4 km rond Long Beach.

## Geboren
- Richard Jaeckel (1926-1997), acteur
- Ed Lauter (1938-2013), acteur
- Billy Crystal (1948), acteur, filmregisseur en producent
- Rick Rubin (1963), muziekproducent en voormalig voorzitter van Columbia Records
- Mike Portnoy (1967), drummer van onder andere Dream Theater